# Scoglio Malconsiglio
Scoglio Malconsiglio (o del Mal Consiglio) è un'isola dell'Italia sita nel mar Tirreno, in Sicilia.
Amministrativamente appartiene a Trapani, comune italiano capoluogo di provincia.
Si trova nei pressi di punta Ligny.